# Hermannia teitensis
Hermannia teitensis är en malvaväxtart som beskrevs av Adolf Engler. Hermannia teitensis ingår i släktet Hermannia och familjen malvaväxter. Inga underarter finns listade i Catalogue of Life.